# France Poker Series Saison 6
Résultats et tournois de la saison 6 du France Poker Series (FPS).

## Résultats et tournois

### FPS 6 Monaco
- Lieu : Monte Carlo Bay Hotel & Resort, Monte-Carlo,  Monaco[1]
- Prix d'entrée : 1 100 €[1]
- Date : Du 27 avril au 1er mai 2016[1]
- Nombre de joueurs :  1 261
- Prize Pool : 1 223 170 €
- Nombre de places payées :  183

| Place | Nom                    | Prix      |
| ----- | ---------------------- | --------- |
| 1er   | Stéphane Dossetto      | 218 000 € |
| 2e    | Niall Farrell          | 127 900 € |
| 3e    | Julian Fernandez       | 89 900 €  |
| 4e    | Stefano Terziani       | 67 100 €  |
| 5e    | Miguel Silva           | 51 780 €  |
| 6e    | Jean-Baptiste Bertrand | 38 500 €  |
| 7e    | Romain Matteoli        | 29 350 €  |
| 8e    | Tudor Purice           | 20 900 €  |

### FPS 6 Lille
- Lieu : Hôtel-Casino Barrière de Lille, Lille,  France[2]
- Prix d'entrée : 1 100 €[2]
- Date : Du 21 au 24 juillet 2016[2]
- Nombre de joueurs :  726
- Prize Pool : 696 960 €
- Nombre de places payées : 103

| Place | Nom                  | Prix      |
| ----- | -------------------- | --------- |
| 1er   | Fabrice Casano       | 121 000 € |
| 2e    | Dawid Kuliberda      | 81 000 €  |
| 3e    | Stijn Verest         | 58 200 €  |
| 4e    | Dennis Bijen         | 43 800 €  |
| 5e    | Christophe Malouitre | 34 780 €  |
| 6e    | Sonny Franco         | 26 690 €  |
| 7e    | Martin Raskop        | 19 350 €  |
| 8e    | Louis Barata         | 14 400 €  |

### FPS 6 Deauville
- Lieu : Casino Barrière de Deauville, Deauville,  France[3]
- Prix d'entrée : 1 100 €[3]
- Date : Du 22 au 25 septembre 2016[3]
- Nombre de joueurs :  519 (+ 96)
- Prize Pool : 590 400 €
- Nombre de places payées :

| Place | Nom                 | Prix      |
| ----- | ------------------- | --------- |
| 1er   | Gabriel Nassif      | 113 030 € |
| 2e    | Abdelkader Medjahed | 70 380 €  |
| 3e    | Fabrice Casano      | 50 360 €  |
| 4e    | Benjamin Pollak     | 38 970 €  |
| 5e    | Philippe Le-Touche  | 30 700 €  |
| 6e    | Jerôme Le Flohic    | 24 030 €  |
| 7e    | Julien Baldassarre  | 17 770 €  |
| 8e    | Laurent Brach       | 12 220 €  |